# 朧 (雷型駆逐艦)
朧（おぼろ）は、日本海軍の駆逐艦。
「朧」は「月がおぼろであること、明瞭でない月」という意味。
また紙窓を通して見た月を「朧月のよう」などとも言う。
同名艦に吹雪型駆逐艦（「特II型、綾波型」）の「朧」がある為、こちらは「朧 (初代)」や「朧I」などと表記される。

## 艦歴

### 建造、回航
第二期拡張計画による建造。
明治32年度(1899年)に建造の予定だった水雷艇、駆逐艇のうち、2隻(第十一号水雷艇駆逐艇と第十二号水雷艇駆逐艇、後の「朧」「霓」)を明治31年度(1898年)に変更、
同年6月24日にヤーロー社と建造の契約を締結した。
発注時の艦名は「第十一号水雷艇駆逐艇」。
8月27日「朧」と命名された。
1899年(明治32年)
1月起工。
7月6日に海軍定員令が改定され、それによると「朧」は横須賀水雷団第一水雷艇隊所属となる。
10月5日進水。
10月14日に公試を行い、速力は平均31.27ノットの記録した。
10月18日「朧」は「水雷艇駆逐艇」に類別、
11月1日竣工。
12月6日後発員が到着し、12月11日軍艦旗を掲揚した。
1900年(明治33年)
1月16日イギリスを出発し、
4月28日神戸港に到着した

### 1900年
6月22日、駆逐艇は水雷艇籍から軍艦籍の類別駆逐艦に変更され、
「朧」も軍艦籍の駆逐艦となった。
軍艦「朧」の定員は55名とされた。
「朧」は清国芝罘から韓国仁川に向かう途中、
8月31日午前11時3分頃に「ベーカー島」附近で座礁した。
当時風がほとんど無く、艦も動揺しなかったためにそのまま状況を調査し、漏水部の補強や重量物を後部に移動するなどの対処を行った。
潮が満ちてきたために午後4時に浮上、同夜は小部島の北西に停泊した。
翌9月1日午前7時から約7ノットで仁川に向かい、午前9時20分仁川に投錨した。

### 日露戦争
1904年（明治37年）に日露戦争が勃発した際には第1艦隊第2駆逐隊に所属していた。同年2月8日の旅順港奇襲攻撃にも参加している。同作戦中、同じ第2駆逐隊の雷と衝突、戦線から落伍。
日本海海戦にも参加。装甲巡洋艦「アドミラル・ナヒーモフ」への魚雷攻撃を行った。またこの攻撃の後に、戦闘中に突如爆発を起こして沈没したロシア戦艦「ボロジノ」の唯一の生存者を救出している。この救助者は、「朧」をロシア艦艇と勘違いし、自らの乗艦「ボロジノ」の名を叫んで救助を求めたが、「朧」乗組員は、これを「朧」に呼びかけているものと勘違いしたという。

### 1905年
1905年(明治38年)12月12日駆逐艦は軍艦から独立した艦種になり、「朧」も軍艦から駆逐艦へ艦籍を変更した。
また同日に内令第751号で駆逐隊編制が定められ(これ以前は各鎮守府が駆逐隊を定めていた)、
「雷」「電」「曙」「朧」の4隻で第四駆逐隊(大湊要港部所属)を編制した。
以降1917年まで第四駆逐隊所属だった。

### 1907年
1907年（明治40年）11月21日に上陸に使用していたボートが転覆、水兵1名が溺死した。

### 1909年
1909年(明治42年)
に大湊要港部修理工場でボイラー水管切開試験に付帯した小修理を行い、2月19日に完了した。
4月11日、北洋丸が大湊に入港した時に強風のために船体が流されて、同船の左舷船橋前部と停泊中の「朧」の艦首が接触した。
「朧」の艦首は縦2.530m、幅170mmから225mmの範囲が直角に折れ曲がった。
5月19日に第四駆逐隊は陸奥湾で夜間の水雷(魚雷発射)訓練を行っていた。
訓練終了後の魚雷収容のために航行中の「朧」は「雷」が停止中と判断、その後方を半速で通過しようとした。
しかしこの時の「雷」は惰性で後進をしており2隻は急速に接近、両艦回避運動を行ったが避けきれずに午後10時15分接触した。
「朧」は長さ約1.920m、高さ約0.400mの範囲で艦尾舷側の外板が深さ約40mm凹んだ。
また「雷」は艦尾右舷損傷、舵の一部が曲がり、右舷推進器の翼1枚の先端が曲がった。

### 1910年
1910年(明治43年)に大修理を行った。

### 1912年
1912年(明治45年)
6月26日に「浪速」が座礁、遭難、同日午後11時30分に報告が大湊に届き、警備駆逐艦だった「朧」に急速出港準備が命じられた。
糧食、被服、救難材の搭載や潜水夫職工6名の乗艦などを行い、翌27日午前6時50分に出港準備は整ったが濃霧により待機、午後2時30分に出港した。
直後の午後3時に海軍次官から"「厳島」派遣、駆逐艦派遣見合わせ"の令達が入り、「朧」は一旦帰港し救難材を補充、午後7時40分に「厳島」が寄港する室蘭へ向けて出港した。
28日午前6時50分に室蘭着、午前8時から「厳島」に人員と救難材を移載し午後0時30分終了した。
濃霧のために出港を見合わせ、翌29日に室蘭出港、同日午後3時50分に大湊に帰着した。
(この項は『明治45年/大正元年 公文備考 巻41』収録の明治45年7月6日「軍艦浪速遭難ニ付駆逐艦朧派遣報告ノ件」による。)
1912年(大正元年)
8月28日艦艇類別標準が改定され、駆逐艦には一等から三等までの等級が付与された。
駆逐艦「曙」の等級は三等(計画排水量600噸未満)とされた。

### 1913年
1913年(大正2年)
5月13日、陸奥湾口において「朧」は僚艦と共に第1回基本演習を行った。
「雷」を敵艦役とし、「朧」は1番艦(第四駆逐隊司令駆逐艦)で以下「第六十六号水雷艇」「曙」「第二十九号水雷艇」と続いた。
午後5時に青森を抜錨、函館を目指していたところ、午後8時29分に青森汽船会社「繪鞆丸」と衝突した。
衝突は「朧」艦首が「繪鞆丸」左舷中腹に50度の角度で当たり、「朧」は艦首を小破、「繪鞆丸」は船体の破口から浸水し9時46分に沈没した。
演習は中止、「朧」と「曙」が乗員の救助に当たった。
事故の原因は"「朧」の当直将校が「繪鞆丸」確認後も衝突の危険を注意せずに漫然と艦を直進させたため"と判断された。
(この項は『大正2年 公文備考 巻41』収録の駆逐艦朧繪鞆丸衝突事件査問委員会「査定書」による。)
10月9日に「雷」がボイラー破裂の事故を起こした。
同じ第四駆逐隊の「曙」と「朧」は罐鑽通試験を行い、
各ボイラーの水室共管板の屈曲部に亀裂が発見された。
いわゆる金属疲労の状態で、低圧の使用でも危険と判断された。

### 1915年
1915年(大正4年)
9月8日午後2時50分に尻矢沖で漁船3隻が漂流していると尻矢望楼から報告があり、大湊から「朧」が救助に出勤した。
漁船はその後岩陰に避難出来、「朧」は捜索を中止して翌9日に帰港した。

### 1917年
1917年(大正6年)
4月1日、第四駆逐隊(大湊要港部所属)から除かれ、第八駆逐隊(横須賀鎮守府籍)に編入した。

### 1919年
1919年(大正8年)
9月、横須賀で掃海検定を行った。
11月1日、第八駆逐隊から除かれた。

### 1921年
1921年(大正10年)4月30日除籍、
艦艇類別等級表からも削除された。

### その後
同日(1921年4月30日)特務艇に編入、二等掃海艇に類別された。
6月21日雑役船に編入、標的船(魚雷標的船)に指定された。
1922年(大正11年)に標的船への改造工事を行い、幕的と被曳航装置を装備した。
1924年(大正13年)9月23日に老朽化の為に使用に耐えないと判断されて還納返艇へ編入の認許、同月26日に編入された。
11月20日に呉海軍工廠が現状の検査を行い、廃船が適当と判断。
1925年(大正14年)5月2日(または4月11日)廃船認許、5月20日呉海軍工廠に引き渡された。
『写真日本海軍全艦艇史』によると、同1925年末に廃船となった。

## 公試成績
| 実施日         | 種類       | 排水量    | 回転数   | 出力        | 速力            | 場所       | 備考       | 出典   |
| -------------- | ---------- | --------- | -------- | ----------- | --------------- | ---------- | ---------- | ------ |
| 1899年10月14日 | 竣工時公試 |           |          |             | 平均31.27ノット | (イギリス) |            | [ 18 ] |
| 不明           | 公試       | 311英トン |          | 5,770馬力   | 31.1ノット      |            | 日露戦争前 | [ 20 ] |
| 1915年7月28日  | 全力9/10   |           | 350.1rpm | 5,891実馬力 | 25.433ノット    | (呉)       |            | [ 65 ] |

## 艦長
※艦長等は『日本海軍史』第9巻・第10巻の「将官履歴」及び『官報』に基づく。
艦長
回航委員長
- 山田猶之助 少佐：1899年6月17日 -

艦長
- 松永光敬 少佐：1900年6月22日 - 10月22日
- 田中格次郎 少佐：1900年10月22日 - 1901年4月10日
- 森義臣 少佐：1901年4月10日 - 1902年2月15日
- 高木東太郎 大尉：1902年2月15日 -
- 竹村伴吾 大尉：不詳 - 不詳
- 藤原英三郎 大尉：1905年1月12日 - 11月21日
- 大瀧新蔵 大尉：1905年11月21日 - 12月12日

駆逐艦長
- 大瀧新蔵 大尉：1905年12月12日 - 1906年10月25日
- （兼）富永寅次郎 大尉：1906年10月25日 - 12月20日
- 豊島二郎 大尉：1906年12月20日 - 1907年4月5日
- 井上鉄治 大尉：1907年4月5日 - 1908年11月20日
- 堀当 大尉：1908年11月20日 - 1909年12月1日
- 荷村信夫 大尉：1909年12月1日 - 1910年1月15日
- 堀田文雄 大尉：1910年1月15日 - 2月16日
- 園田繁喜 大尉：1910年2月16日 - 12月1日
- 奥井茂 大尉：1910年12月1日 - 1912年12月20日
- 河野捨熊 大尉：1912年12月20日 - 不詳
- 坂本須賀男 少佐：不詳 - 1915年12月13日
- 蒲田静三 大尉：1915年12月13日 - 1917年7月2日
- 力石敏三郎 大尉：1917年7月2日 - 1919年12月1日[66]
- 藤永三郎 大尉：1919年12月2日[67] - 1921年1月20日[68]
- （兼）横山茂 大尉：1921年1月20日[68] - 1921年4月1日[69]
- （兼）久保九次 大尉：1921年4月1日 - 1921年6月1日